# Erinnerungen an die Kaldabahn
Erinnerungen an die Kaldabahn ist ein Prosafragment von Franz Kafka aus seinen Tagebüchern. Es handelt von einem Mann, der im Innern von Russland einen schweren Dienst bei der Eisenbahn versieht.

## Ursprung
Das Prosastück besteht aus zwei umfangreichen Einträgen in die Tagebücher und zwar aus Heft 7, Eintrag vom 15. August 1914, und aus den Konvoluten, Eintrag vom 3. November 1914. In der Kritischen Ausgabe der Tagebücher KKAT erscheint es unter den Nummerierungen 549-553 und 684-694.
Eigenständige Veröffentlichungen der Kaldabahn sind in den gängigen Kafka-Ausgaben nicht zu finden. Wohl aber wird mehrfach in aktuellen Biographien darauf Bezug genommen.
Thematisch verwandt ist die Broskwa-Skizze, eine Prosaskizze, die Kafka wahrscheinlich gleichzeitig mit der Kaldabahn im Winter 1914/15 erstellte. Sie handelt von der nördlich gelegenen, sehr kargen Ansiedlung Broskwa, von der sich der Erzähler zwar fortwünscht, aber die er letztlich nicht verlassen wird, auch wenn er die Möglichkeit dazu hätte.

## Inhalt
Ein Mann hat vor vielen Jahren die einsamen Weiten Russlands gesucht, um in einer heruntergekommenen Eisenbahnstation in einiger Entfernung von dem kleinen Dorf Kalda als Stationswächter zu arbeiten. Er wohnt in einem Holzverschlag, der gleichzeitig Stationsgebäude ist. Die wenigen Passagiere, die auf den Zug warten, benutzen seinen Verschlag als Warteraum. Der Mann hat nichts dagegen einzuwenden, da er die Dorfbewohner fast schätzt.
Er hat gehofft, um seine Hütte herum einiges anbauen zu können, aber der karge, frostige Boden ist nicht zu bezwingen. Er hat auch Jagdmöglichkeiten erwartet, aber es gibt nur Bären, Wölfe und Ratten. So muss er alles teuer bei den Dorfbewohnern kaufen.
Einmal im Monat kommt der Inspektor, der ihn kontrollieren soll und der immer vergeblich nach Fehlern in der Buchführung sucht. Danach kommt es regelmäßig zur Verbrüderung mit Saufgelage, über dem beide gemeinsam auf der Pritsche einschlafen.
Der Mann beobachtet intensiv das Treiben der Ratten. Er beschreibt fast freundlich die emsigen Aktionen einer Ratte, um sie dann mit einem Tritt zu töten. Es gibt den Bauern Jekoz, einen alten, aber noch sehr starken Mann, der ihm hinhaltend versprach, Bretter für den Verschlag zu beschaffen, damit dieser winterfest werde. Der Mann selbst versuchte, für den Winter Petroleum zu sammeln, ein sehr gefährliches Unterfangen.
Bevor der Winter kommt, wird der Mann sehr krank. Er leidet an starkem Husten, der in dieser Gegend häufig vorkommt und tatsächlich auch bei dem Mann schnell vergeht. Allerdings ist der Mann nun sehr geschwächt. Das Prosafragment endet mit dem Satz: „[…] ich zitterte dann am ganzen Leib und musste mich, wo ich auch war, niederlegen und warten bis sich die Sinne wieder zusammen fanden.“

## Form
Die Erzählperspektive orientiert sich ganz am Ich-Erzähler mit seinem einsamen Monolog. Nur seine Wahrnehmung und Einschätzung bestimmt die Sicht des Lesers. Da ist auch niemand sonst, der zusätzliche Informationen anbietet oder  ein auktorialer Erzähler, mit dem man sich identifizieren könnte. So wird die Verlassenheit des Mannes, von der er ja selbst ausdrücklich spricht, plastisch dargestellt.
Der Mann hatte ja ursprünglich die Einsamkeit gesucht, aber er bemerkt, dass er sich gar nicht zur vollständigen Einsamkeit geschaffen fühlt. Und ein Großteil des Fragmentes handelt von Kontakten des Mannes zu anderen Menschen, nie beschreibt er die einsamen russischen Weiten in ihrer kargen Schönheit. Sogar seine Beobachtung der Ratte hat zunächst etwas von einer durchaus positiven Zuwendung von einem, der in seiner Einsamkeit Ablenkung sucht.
Die Sprache ist  emotional. Es ist nicht der nüchtern-kühle Kafka-Duktus. Der Mann beschreibt sich als bedauernswerter Mensch wegen seiner Verlassenheit, aber auch wegen der Widrigkeiten  des Lebens  in der russischen Öde. Aber man weiß ja aus der Einleitung, dass das alles viele Jahre her ist. Das Stadium am Ende des Fragments, in dem ein zutiefst erschöpfter Mensch präsentiert wird, hat der Erzähler offensichtlich  überwunden.

## Bezüge zu anderen Kafka-Schriften
In diesem Fragment sind sehr viele Elemente enthalten, die auch in anderen Kafka-Werken auftauchen. Sie stammen aus dem schon früh bei dem Schriftsteller präsenten, unverwechselbaren Kafka-Kosmos, aus dem er bis zum Ende schöpft.
Der Mann in Russland erinnert natürlich an den fernen Freund aus dem Urteil, den dort der Vater seinem Sohn vorzieht. Der alte, aber noch starke Mann tritt bei Kafka immer wieder als Vaterfigur auf. Siehe Das Urteil, Brief an den Vater, Das Ehepaar. Das Interesse an den Aktivitäten der Ratte, das mit einem tödlichen Fußtritt abschließt, verweist auf Eine Kreuzung. Das intensiv grabende Tier findet man auch im Riesenmaulwurf aus Der Dorfschullehrer oder in Der Bau.
Der Mangel an Privatsphäre, der sich zeigt, indem sich Fremde in den Wohnverschlag setzen oder der Inspektor sich sogar mit auf die Pritsche schlafen legt, ist ebenfalls ein Grundthema, das vor allem in den drei Kafka-Romanfragmenten Der Verschollene (Amerika), Das Schloss und Der Process immer wieder zum Tragen kommt. Die dortigen Protagonisten haben ebenfalls fast nie einen abschließbaren Bereich, der nur ihnen gehört, sondern andere gehen dort beliebig ein und aus.

## Biographischer Hintergrund
Alt (S. 28) schreibt, dass Kafkas abenteuerlustiger Onkel Josef Löwy, der in Belgisch-Kongo an der Organisation des Eisenbahnbaus mitwirkte, sich im vorliegenden Fragment widerspiegele. An die Stelle der Hitze des Kongo treten in der Erzählung die Eiswüsten Russlands. Es geht um den Eisenbahnbau (und damit um den westlichen Fortschritt) unter  klimatisch extremen Bedingungen.

## Zitate
- „So verlassen wie dort bin ich  niemals gewesen.“
- „Auch diese Hoffnung war meiner Meinung nach nicht sosehr Hoffnung, als vielmehr Verzweiflung und Faulheit.“
- „Der Durst nach einer solchen Nacht war fürchterlich; es war als ob in mir ein zweiter Mensch wäre, der aus meinem Mund seinen Kopf und Hals streckte und nach etwas Trinkbarem schrie.“
- „Im letzten Krampf, in dem die Ratte vor mir an der Wand hieng, spannte sie dann die Krallen scheinbar gegen ihre lebendige Natur straff aus, sie waren einem Händchen ähnlich, das sich einem entgegenstreckt.“